# Giuseppe Piermarini
Giuseppe Piermarini, född 18 juli 1734, död 18 februari 1808, var en italiensk arkitekt, en av de mest betydande byggnadskonstnärerna i den begynnande klassicismen.
Piermarini arbetade först i Neapel och Caserta, anställdes sedan som generalinspektör för byggnadsväsendet i Lombardiet och utförde en mängda arbeten i Milano, bland annat Teatro alla Scala, Villa reale i Monza med flera arbeten.